# 水烟水雾
《水煙水霧》是由Acquire開發的一款文字冒險遊戲，於2024年7月11日由Aniplex在Steam和任天堂eShop發售。故事講述一位放棄治療的慢性病患者炭木徹，在醫生的建議下，利用支持患者的願望的援助專案，實現過去自身的願望，在秋葉原短期經營一家水煙店。

## 遊戲內容
《水煙水霧》採用文字冒險遊戲的玩法，玩家扮演一位放棄治療的慢性病患者炭木徹，在醫生的建議下，利用支持患者的願望的援助專案，實現過去自身的願望，在秋葉原短期經營一家水煙店。炭木徹在經營的十四天期間，認識了女僕咖啡廳店員愛上亞夢，商店店員明月院心和人偶師古森胡桃三人。每天開店前，玩家需要在店鋪的社交帳號上發佈今日推薦水煙，喜歡推薦水煙的客人就會在當日造訪。水煙的口味有水果、甜品、飲料、香辛料和堅果，玩家可以用其中三種混合出水煙配方，三位女主角各偏好其中一種口味的水煙。客人在服用水煙一段時間後，玩家需要為水煙添加碳塊，保持水煙口感。根據玩家在十四天內與三位女主角互動的次數和選擇，會進入不同結局。

## 開發

遊戲在水煙店的經營畫面

中尾明惠是遊戲公司Acquire的一位專案經理，負責跟進專案開發進度。《水煙水霧》是她首次向公司社長遠藤琢磨提交的專案，遠藤琢磨認為專案「概念和世界观非常出色」，但是公司未必能實現，方案一度擱置。後來與Aniplex合作期間，Aniplex表示對該專案感興趣，雙方採用制作委员会方式合作開發該作。Acquire負責開發，由中尾明惠擔任製作人，Aniplex則負責營銷，由柏慎之介負責該專案。專案的主題為「放鬆」，中尾明惠希望能設計出一款「即使在疲劳时也想要玩的游戏」。專案製作組成員以年輕人為主，九成為女性。
遊戲在畫面設計上，劃分成多個區塊，角色可以出現在上下左右的區塊中，以方便表現出店鋪內的多個客人。遊戲介面為雙色霓虹燈風格，有三種配色可以切換。演出方面，添加碳塊的演出設計耗費製作組最多時間，直到遊戲發行前都一直在做優化。美術方面，製作組善用公司過去開發《歧路旅人》時累積的像素美術設計經驗，場景和角色立繪都採用了像素風格。音樂方面，Aniplex牽線請來DECO*27和Tepe創作主題曲。

## 發行
2023年12月的INDIE Live Expo Winter 2023上，發行商Aniplex首次披露《水煙水霧》的資訊，遊戲預計2024年在Steam和任天堂Switch上推出數位版，支持日文、簡體中文和英文。2024年1月舉行的台北國際電玩展期間，Aniplex在活動中首度提供遊戲試玩版。同年2月15日，Aniplex公佈遊戲介紹影片和主題曲。6月11日，遊戲試玩版在Steam發佈，該試玩版收錄遊戲主線之外的原創劇情。同月28日，傑仕登表示將代理發行遊戲的任天堂Switch亞洲實體版。7月11日，遊戲和原聲帶同日發售，原聲帶收錄遊戲中25首背景音樂。
2024年10月4到20日期間，empty在amiami秋葉原無線電會館店舉行遊戲周邊商品販賣會，活動中也展出角色設計圖等資料。

## 反響及評價
遊戲在Steam發售後獲得極度好評，玩家大多稱讚遊戲的美術和音樂，還有水煙店獨特的世界觀。Real Sound、電擊Online、Anime Corner和動畫新聞網都認為遊戲受到《VA-11 Hall-A：赛博朋克酒保行动》（VA-11）的影響。
遊戲的美術獲得Real Sound、Anime Corner、動畫新聞網、Game*Spark、Gamer和電擊Online正面的評價。電擊Online稱讚三位可愛的女主角是遊戲的一大亮點。Game*Spark表示角色吞吐水煙的表情和動作細節十分豐富，相關演出令人印象深刻。《Fami通》編輯Miss Yusuke稱讚作品塑造出物哀的氛圍。動畫新聞網評論員認為該作塑造的氣氛無可挑剔。
評論員對劇情的評價不一。Real Sound評論員稱讚該作劇情讓他思考人與人之間的聯繫和「活著」的意義。遊戲也傳達出對他人的善意，能獲得自我的救贖。Gamer評論員夏無内好表示體驗全部結局只需三小時，遊戲劇情聚焦在四名角色身上，內容緊湊，伏筆都能回收。每位女主都有一個正面發展的劇情線，這些劇情線都很有趣。Yusuke認為該作水煙店經營玩法不是核心內容，所以設計得那麼簡單。製作組明顯有增加劇情在遊戲中的比重，而且也標榜是一個該作是「侧重角色内心描写的冒险剧」，但是並沒有設計複雜的劇情，轉而選擇直白的描述。認為該作與《VA-11》相比，實屬一般。劇情單薄，缺乏深度，很難讓人留下印象。Anime Corner評論員雅各布·凱達
表示該作「中看不中用」，遊戲內容太少，劇情發展又太快，角色的互動對話很少，玩家都尚未了解角色，就與對方成為了朋友，他認為玩家很難喜歡上角色。

## 外部連結
- 官方网站
- 《水烟水雾》在視覺小說數據庫的頁面 （英文）